# Nizāmpatam
Nizāmpatam är en ort i Indien.   Den ligger i distriktet Guntūr och delstaten Andhra Pradesh, i den södra delen av landet, 1 500 km söder om huvudstaden New Delhi. Nizāmpatam ligger 5 meter över havet och antalet invånare är 20 982.
Terrängen runt Nizāmpatam är mycket platt. Havet är nära Nizāmpatam söderut. Runt Nizāmpatam är det tätbefolkat, med 286 invånare per kvadratkilometer. Nizāmpatam är det största samhället i trakten.